# Wilhelm zu Stolberg-Wernigerode

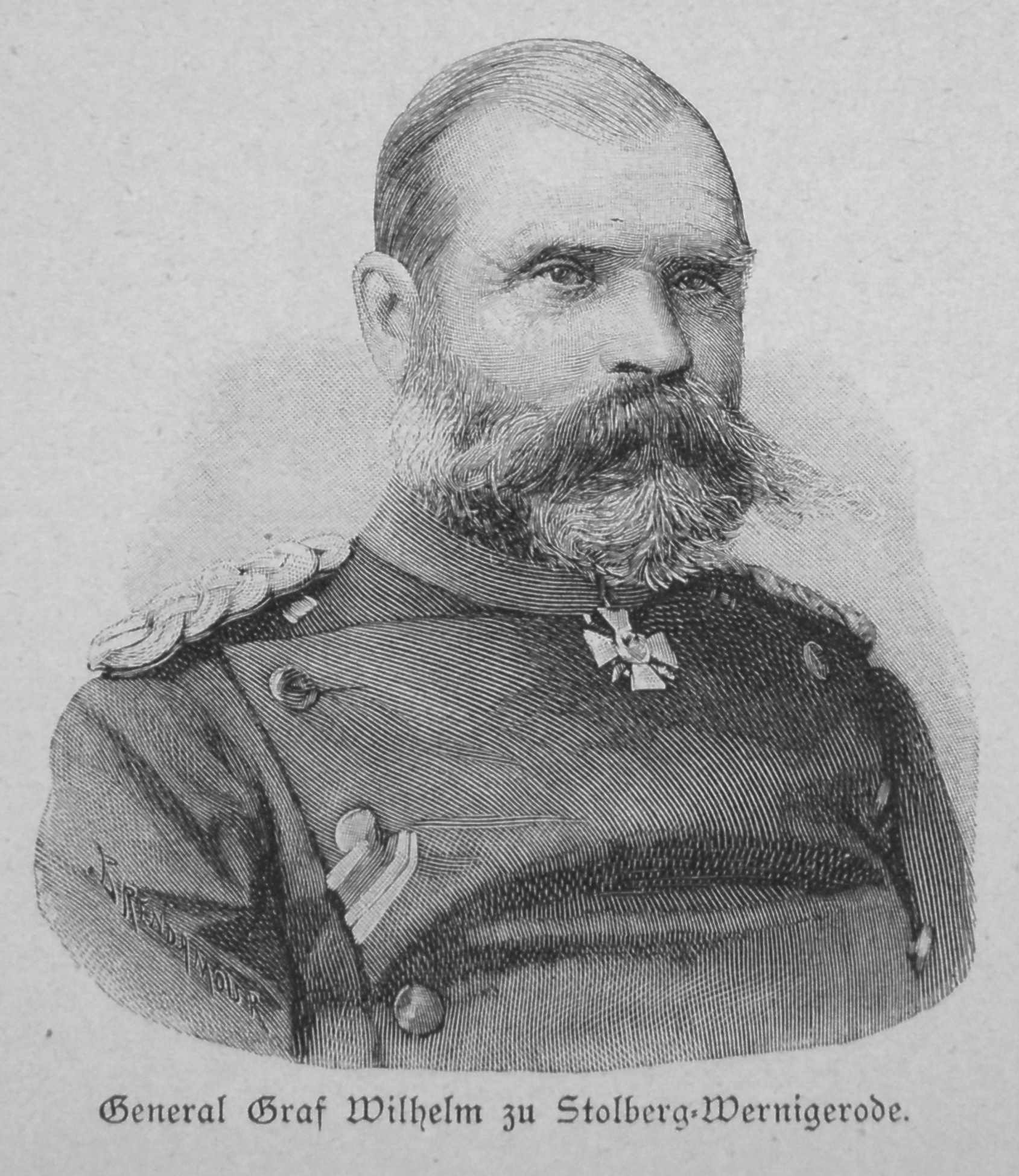
Tướng Bá tước Wilhelm zu Stolberg-Wernigerode

Bá tước (Graf) Wilhelm zu Stolberg-Wernigerode (13 tháng 5 năm 1807 tại Wernigerode – 6 tháng 3 năm 1898 tại Jannowitz) là một chính trị gia người Đức. Ông là trưởng nam kế thừa (Majoratsherr) của điền trang Jannowitz ở Schlesien, thành viên Viện Quý tộc Phổ và Thượng tướng Kỵ binh.
Wilhelm là con trai trưởng của Bá tước Constantin zu Stolberg-Wernigerode (1779 – 1817) và xuất thân trong gia tộc bá tước Stolberg-Wernigerode. Trong số những người cha đỡ đầu của ông là nhà văn và quản thủ thư viện Lorenz Benzler, cùng với nhà truyền giáo cung đình và giáo hạt trưởng (Superintendent) Johann Friedrich Schmid.
Sau khi thân phụ ông qua đời trong một kỳ nghỉ dưỡng tại Karlsbad, Wilhelm được giáo dưỡng trong gần 10 năm tại điền trang của cha mình ở Schlesien, cho đến khi gia nhập quân đội Phổ vào ngày 3 tháng 8 năm 1835. Trong sự nghiệp quân sự của mình, ông đã từng tham chiến trong cuộc Chiến tranh Áo-Phổ (1866) và cuộc Chiến tranh Pháp-Đức (1870 – 1871).
Vào ngày 11 tháng 11 năm 1835, tại Roßla, ông thành hôn với Nữ Bá tước (Gräfin) Elisabeth zu Stolberg-Roßla. Bà Elisabeth mất tại Dresden, trước ông hai năm. Cuộc hôn nhân kéo dài suốt 61 năm này đã mang lại cho họ 14 người con, trong đó có Bá tước kế thừa (Erbgraf) Constantin zu Stolberg-Wernigerode (1843 – 1905), một nhà chính trị, đã từng có thời gian làm Chủ tịch Tòa án Tối cao tỉnh Hannover của Phổ.

## Phong thưởng
- Hiệp sĩ Huân chương Đại bàng Đen